# أنتوني تشانغ
أنتوني تشانغ (بالإنجليزية: Anthony Cheung) (و. 1952 – م) هو سياسي.

## مناصب
تولى منصب Secretary for Transport and Housing (منذ 1 يوليو 2012).

## التعليم
تعلم في جامعة هونغ كونغ، وجامعة أستون، وكلية لندن للاقتصاد.

## جوائز
حصل على جوائز منها:
- نجمة بواهينيا الذهبية [الإنجليزية]‏
- Bronze Bauhinia Star [الإنجليزية]‏.